# Rekareka
Rekareka également appelé Tehuata ou Tu-henua, est un atoll situé dans l'archipel des Tuamotu en Polynésie française. Rekareka est administrativement rattaché à la commune de Hao.

## Géographie
Rekareka est situé à 83 km au sud-ouest de Raroia, à 70 km au nord-ouest de Tauere, ainsi qu'à 773 km à l'est de Tahiti. C'est un petit atoll ovale de 1,6 km2 de terres émergées et avec un lagon 2,5 km2 dépourvu de passe de communication avec l'océan.
D'un point de vue géologique, l'atoll est l'excroissance corallienne (de 465 mètres) du sommet du mont volcanique sous-marin homonyme, qui mesure 1 735 mètres depuis le plancher océanique, formé il y a 46,4 à 46,8 millions d'années.
L'atoll est inhabité de manière permanente et est administrativement rattaché à la commune de Hao, dont l'atoll principal homonyme est situé à 150 km au sud-est.

## Histoire
La première mention de l'atoll aurait été faite par le marin espagnol Pedro Fernández de Quirós lors de son expédition dans le Pacifique le 13 février 1606 qui le nomme La Sagitaria. De manière avérée c'est le navigateur français Louis Isidore Duperrey qui l'aborde le 24 avril 1823 et lui donne le nom d'Île de Bonne Espérance ou Good Hope Island.
Au XIXe siècle, Rekareka devient un territoire français peuplé alors de près de 30 habitants autochtones vers 1850.